# Tuđin
Tuđin es un pueblo ubicado en la municipalidad de Osečina, en el distrito de Kolubara, Serbia.

## Superficie
Posee una superficie de 8,929 kilómetros cuadrados.

## Demografía
Hasta 2011 la población era de 168 habitantes, con una densidad de población de 18,81 habitantes por kilómetro cuadrado.